# Cendrillon (film, 2015)
Pour les articles homonymes, voir Cendrillon (homonymie).
Pour plus de détails, voir Fiche technique et Distribution.
Cendrillon (Cinderella) est un film fantastique américano-britannique réalisé par Kenneth Branagh et sorti en 2015. Il s'agit du 6e remake  en prise de vues réelles des studios Disney.
Le film est présenté lors de la Berlinale 2015, là même où avait concouru lors de la Berlinale 1951 Cendrillon, le long métrage d'animation également produit par Disney.

## Synopsis
La jeune Ella vit heureuse, entourée de ses deux parents aimants bien que son père, marchand riche et prospère, soit régulièrement absent en raison de sa profession. Elle vit heureuse des années durant, jusqu'au jour où sa mère tombe subitement malade. Elle succombe en quelques jours, après avoir confié à Ella un grand conseil de vie : toujours être courageuse et bienveillante.
Des années plus tard, Ella est devenue une jeune femme et vit toujours avec son père. Ce dernier lui parle, un matin, de madame Tremaine, la veuve respectable de Lord Sir Francis Tremaine, qu'il avait rencontré lors d'un de ses voyages. Il souhaite écrire une nouvelle page dans sa vie et l'installer chez eux, donnant ainsi à Ella deux demi-sœurs et une belle-mère. Cependant, Madame Tremaine et ses deux filles sont loin d'être respectables et rendent la vie dure à Ella, ne pensant qu'à leur propre confort. Un soir, le père d'Ella lui annonce qu'il doit repartir en voyage. Ses deux demi-sœurs lui ayant commandé divers accessoires de mode, il lui demande alors ce qu'elle souhaiterait qu'il lui ramène. Elle ne demande qu'à le voir revenir.
Après le départ de son père, Ella se retrouve seule avec sa belle-famille, et est vite abusée par sa méchante belle-mère et aussi par ses deux demi-sœurs. Le cocher rapporte quelques mois plus tard la nouvelle de la mort de son père, tombé malade sur la route. Tandis qu'Ella pleure sa perte, Madame Tremaine s'inquiète des finances de la maison, car le père était la seule source de revenus de la famille. Ella commence alors peu à peu à remplir les fonctions des employés renvoyés par souci d'économie et un matin, Anastasie et Javotte, ses deux demi-sœurs lui trouvent un surnom : Cendrillon, après l'avoir trouvée le visage souillé de cendres.
Alors que tout semble aller de mal en pis pour elle, Ella s'enfuit dans la forêt où elle rencontre un beau jeune homme nommé Kit, disant être un apprenti au château. Elle en tombe amoureuse, ne cherchant qu'à le revoir, ignorant qu'il s'agit en fait du prince du royaume.
Le roi, sentant la fin de sa vie approcher, décide d'organiser, comme la coutume l'exige, un grand bal durant lequel sera choisie l'épouse de son fils, une princesse respectable assurant par son alliance la sécurité et la pérennité du petit royaume. Le prince, dont les pensées ne tournent qu'autour d'Ella, pose la condition que toutes les jeunes filles du royaume sans exception devront être invitées. Cendrillon en informe sa belle famille, sa méchante belle-mère et ses deux demi-sœurs, qui ne pensent alors qu'à rencontrer et séduire le prince pour enfin retrouver une situation confortable. La marâtre demande à sa belle-fille la confection de trois robes, omettant volontairement celle pour Cendrillon, qu'elle ne compte pas emmener.
Le jour du bal arrive et Cendrillon désespère de ne pas pouvoir y aller. Elle confectionne elle-même sa robe en reprenant celle de sa mère décédée, mais sa méchante belle-mère la lui déchire juste avant son départ. Effondrée de larmes dans le jardin, Cendrillon croise une vieille mendiante et, malgré son chagrin, s'emploie à lui rendre quelque menu service. Il s'agit en fait de la bonne fée de Cendrillon, qui ne faisait que tester sa bonté. Celle-ci, après quelques brèves explications, lui donne carrosse, chevaux, valets de pieds et cocher, et surtout une robe sublime dans laquelle elle pourra se faire passer pour une princesse ainsi que des pantoufles de verre. Elle lui précise alors qu'il faudra qu'elle soit de retour avant minuit où toute la magie s'arrêtera. À son arrivée au bal, le prince se dirige directement vers elle pour la faire danser, tous deux se reconnaissant après leur entrevue dans la forêt. Il compte l'épouser mais son père ne veut qu'une princesse et Madame Tremaine apprend que le Grand-Duc l’a déjà promis à la princesse Chelina de Zaragoza. Ella s'enfuit alors aux 12 coups de minuit laissant le prince sans même lui donner son nom. Il ne trouve qu'une pantoufle de verre, perdue durant la fuite de Cendrillon.
Le prince remue ciel et terre pour la retrouver, convainquant son père qu'un mariage d'amour assurera bien mieux la survie de leur petit royaume, qui n'a finalement pas besoin de protection de plus forts. Le roi meurt paisiblement dans les bras de son fils. Madame Tremaine découvre qu’Ella est la mystérieuse princesse du bal tente de lui faire chanter pour qu'elle soit à la tête de la maison royale, mais Ella refuse. Lady Tremaine casse la pantoufle et enferme Ella dans le grenier. Elle apporte les morceaux au Grand-Duc et lui révèle la vérité. Il accepte de faire de Madame Tremaine une comtesse et d'obtenir des mariages avantageux pour ses filles, si elle garde Ella cachée pour toujours afin que le prince accepte d’épouser la princesse de Saragosse.
Malgré les fausses affirmations du grand-duc, Kit ordonne qu’on retrouve la princesse mystérieuse en essayant la pantoufle intacte sur chaque femme du royaume sinon il accepte le mariage arrangé du grand-duc en cas d’échec. Le grand-duc est chargé de parcourir le royaume et de faire essayer la pantoufle à toutes les femmes. Anastasie et Javotte essaient la pantoufle de verre qui ne leur va pas. Le prince (maintenant roi), discrètement infiltré dans l'escorte du grand-duc, parvient à retrouver Cendrillon dans la dernière maison du royaume en l'entendant chanter. Madame Tremaine et le grand-duc tentent d'intervenir mais le capitaine des gardes les en empêche. Le prince fait essayer la pantoufle de verre à Cendrillon qui l'enfile sans difficulté ne laissant plus aucun doute.
Cendrillon pardonne à sa belle-mère ainsi qu'à Anastasie et Javotte avant de partir avec le prince. Madame Tremaine, ses filles et le grand-duc quittent le royaume où on ne les reverra plus jamais. Cendrillon et le Prince se marièrent et vécurent heureux.

## Fiche technique
Sauf indication contraire, les informations mentionnées dans cette section peuvent être confirmées par la base de données cinématographiques IMDb,  présente dans la section « Liens externes ».
- Titre original : Cinderella
- Titre français : Cendrillon
- Réalisation : Kenneth Branagh
- Scénario : Chris Weitz d'après Charles Perrault et le film d’animation éponyme
- Production : David Barron, Simon Kinberg et Allison Shearmur
- Direction artistique : Ravi Bansal
- Photographie : Haris Zambarloukos
- Montage : Martin Walsh
- Musique : Patrick Doyle
- Décors : Casey Banwell et Francesca Lo Schiavo
- Costumes : Sandy Powell
- Casting : Lucy Bevan
- Sociétés de production : Walt Disney Studios Motion Pictures
- Société de distribution : The Walt Disney Company France
- Pays de production :  États-Unis,  Royaume-Uni
- Format :  couleur – 35 mm – 2,39:1 – son Dolby Digital
- Genre : fantastique
- Langue : anglais
- Durée : 105 minutes
- Dates de sortie : 
  - Allemagne : 13 février 2015 (Berlinale 2015)
  - États-Unis : et Canada (Québec) : 13 mars 2015
  - France et Belgique : 25 mars 2015
  - Royaume-Uni et Espagne : 27 mars 2015
- Sortie DVD : 26 août 2015[Où ?]

## Distribution
- Lily James (VF : Alexia Papineschi ; VQ : Kim Jalabert, dialogues et Elise Cormier, chant): Ella dite Cendrillon
  - Eloise Webb : Cendrillon enfant
- Richard Madden (VF : Stéphane Fourreau ; VQ : Xavier Dolan) : Kit, le prince
- Cate Blanchett (VF : Juliette Degenne ; VQ : Marie-Andrée Corneille) : Madame Tremaine, la belle-mère de Cendrillon
- Helena Bonham Carter (VF : Laurence Breheret ; VQ : Pascale Montreuil) : La bonne fée de Cendrillon
- Holliday Grainger (VF : Audrey Sablé ; VQ : Catherine Brunet) : Anastasie, la demi-sœur de Cendrillon
- Sophie McShera (VF : Ingrid Donnadieu ; VQ : Rachel Graton) : Javotte, la demi-sœur de Cendrillon
- Derek Jacobi (VF : Bernard Tiphaine ; VQ : Guy Nadon) : Le roi
- Stellan Skarsgård (VF : Hervé Bellon ; VQ : Jacques Lavallée) : Le grand-duc
- Nonso Anozie (VF : Namakan Koné ; VQ : Marc-André Bélanger) : Le capitaine des gardes
- Ben Chaplin (VF : Pierre Tessier ; VQ : Alain Zouvi) : Le père de Cendrillon
- Hayley Atwell (VF : France Renard ; VQ : Éveline Gélinas) : La mère de Cendrillon
- Jana Perez : La princesse Chelina de Saragosse
- Rob Brydon : Maître Phineus

Version française
  - Studio de doublage : Dubbing Brothers
  - Direction artistique : Barbara Tissier
  - Adaptation des dialogues : Houria Belhadji
  - Direction musicale : Claude Lombard
  - Adaptation chant : Houria Belhadji et Virginie Acariès

 Source et légende : version française (VF) sur RS Doublage et AlloDoublage ; version québécoise (VQ) sur le carton du doublage Blu-ray à la fin du générique.

Photos des acteurs principaux au San Diego Comic-Con
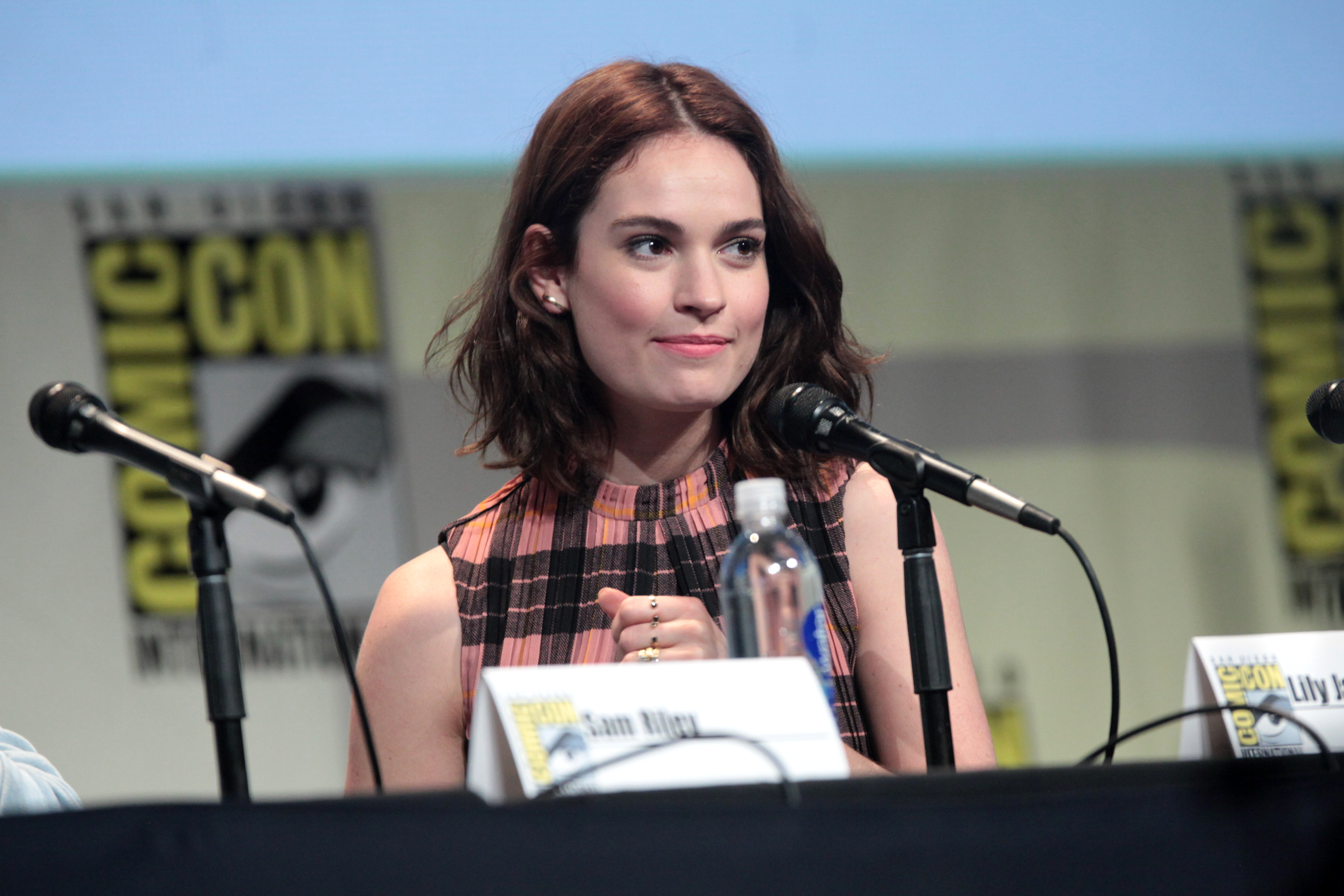
Lily James est Ella, dite Cendrillon
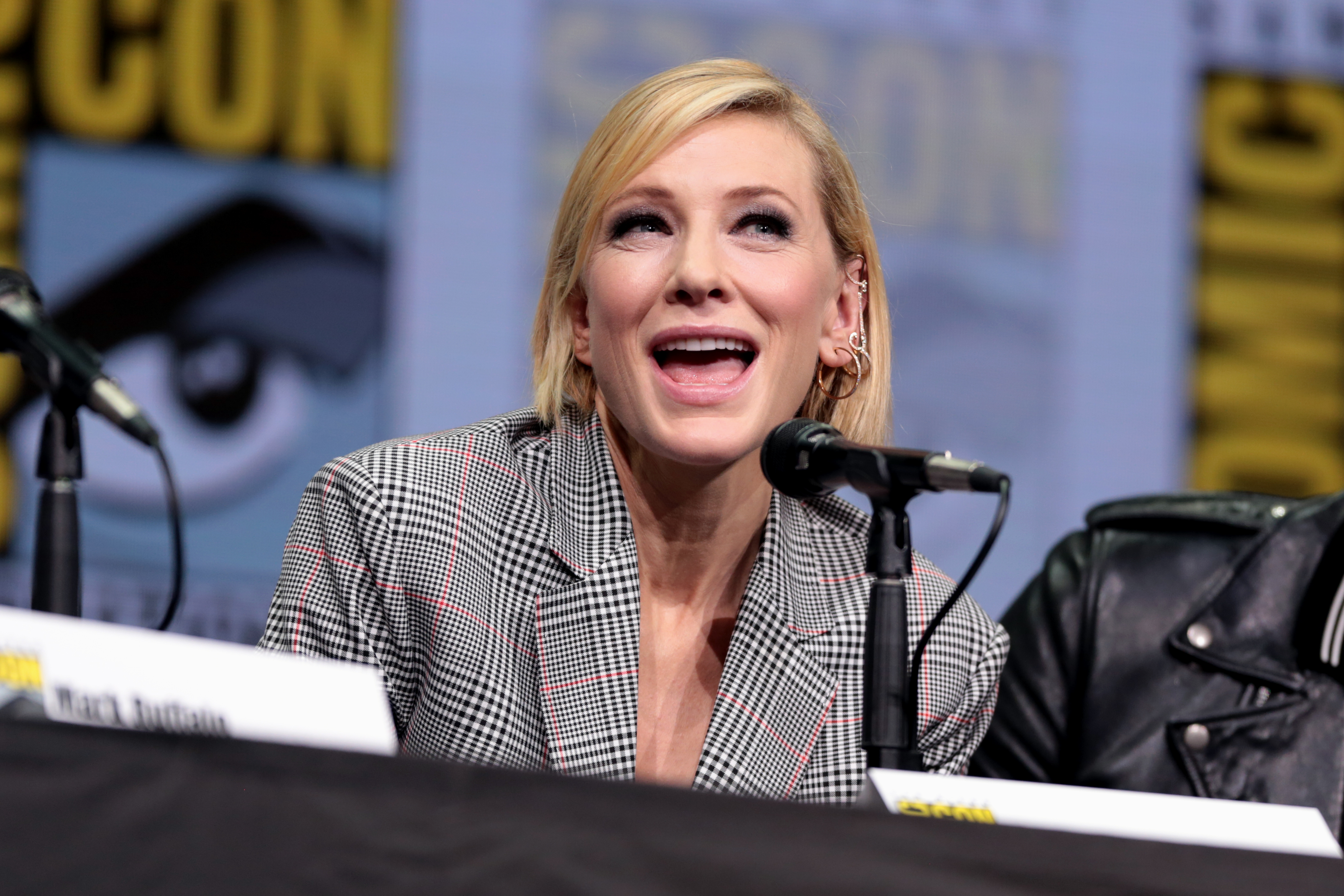
Cate Blanchett est Madame Tremaine
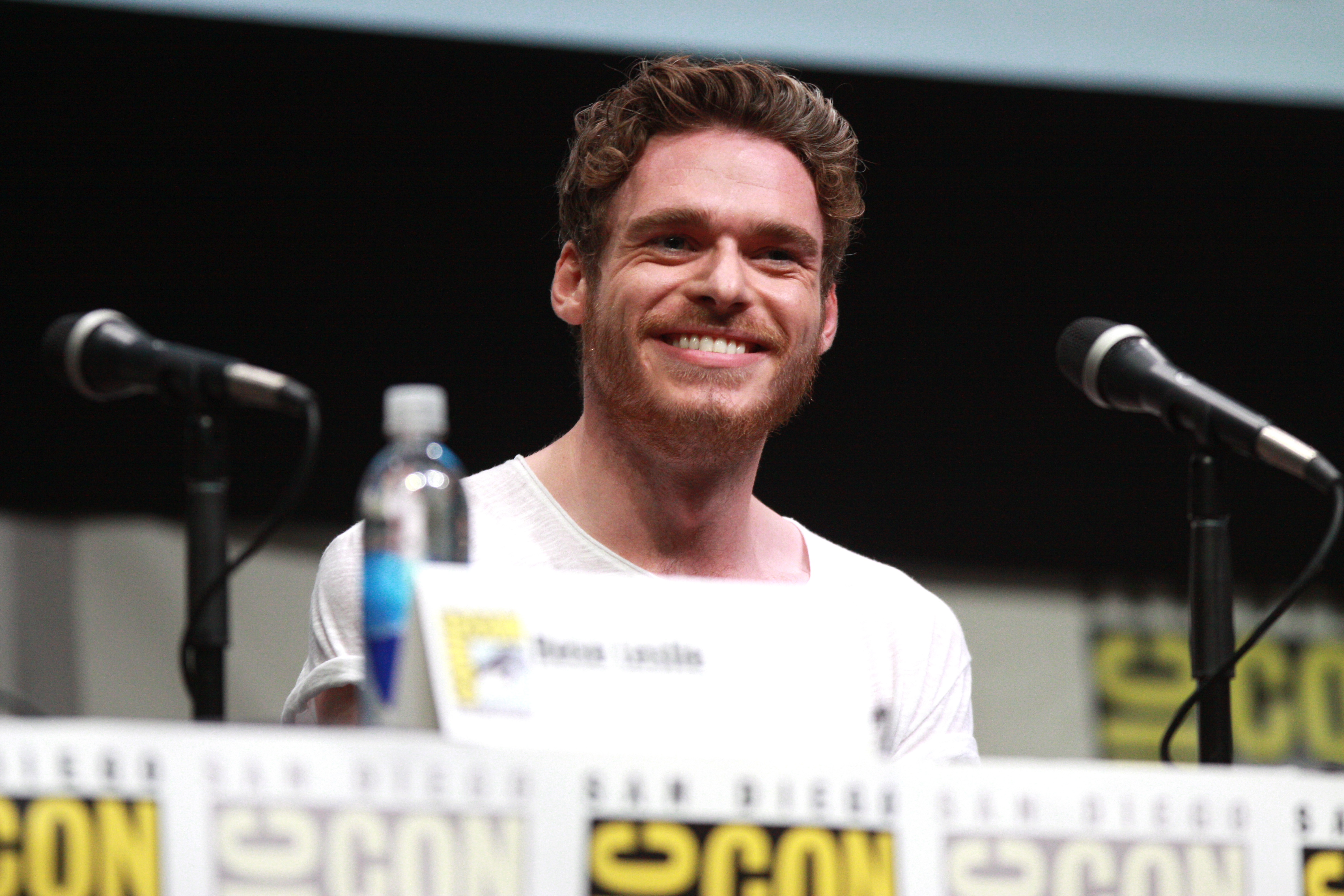
Richard Madden est Kit, le prince
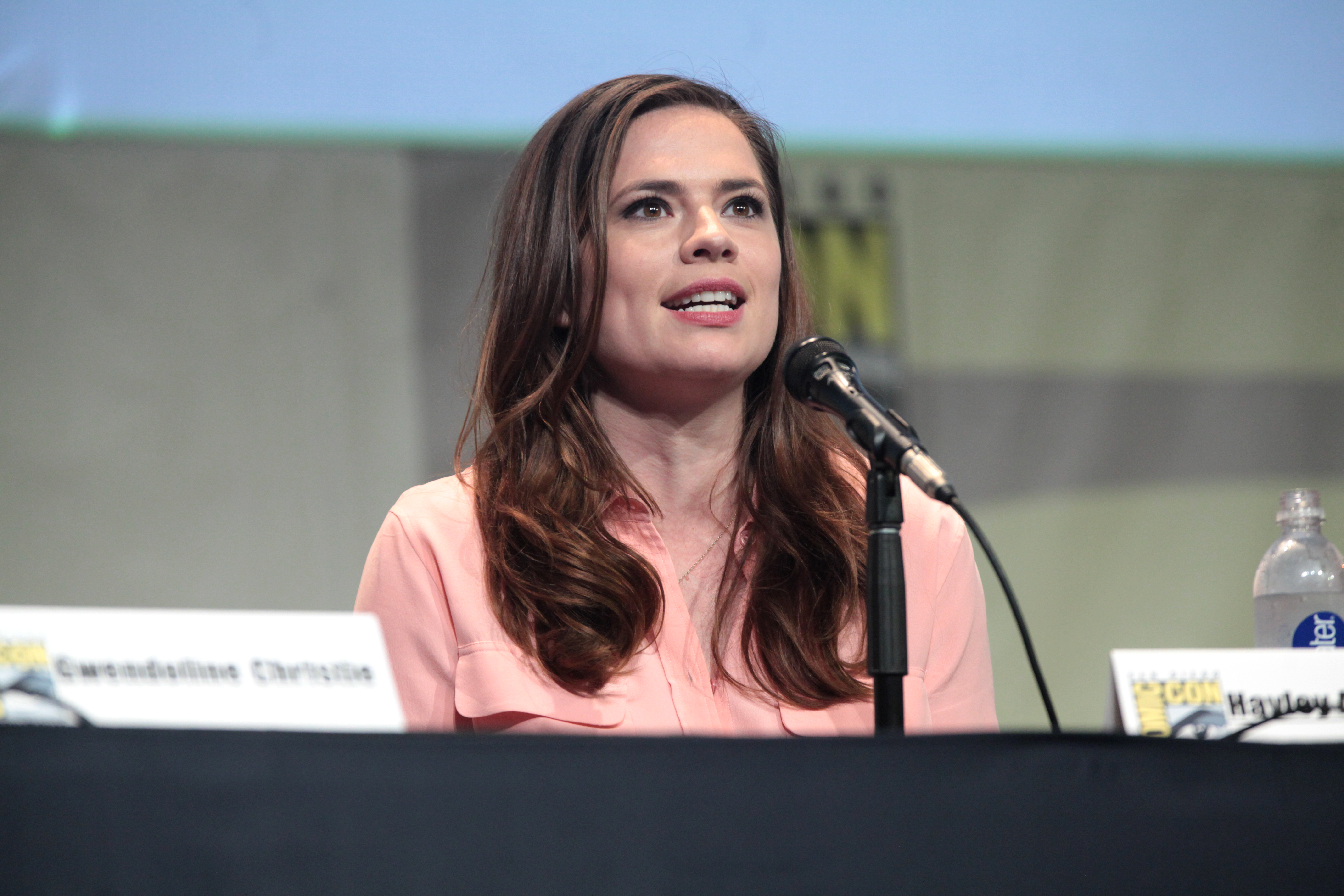
Hayley Atwell est la mère de Cendrillon

## Production

### Costumes
La costumière trois fois victorieuse aux oscars Sandy Powell a réalisé les costumes du film. Powell commença à travailler l'aspect qu'elle voulait donner aux personnages presque deux ans avant que la photographie ne débute véritablement été 2013. Powell déclara vouloir trouver un aspect proche des films des années 1940 ou 1950 portant sur le XIXe siècle.
Pour la belle-mère et les demi-sœurs, Powell avait une idée très précise de leur aspect : « Elles sont faites pour être totalement ridicules extérieurement — un peu surfaites et dans l'exagération — et affreuses intérieurement. » La silhouette du prince est inspirée du dessin animé originel, Powell lui donna néanmoins des tenues plus ajustées dans des couleurs moins masculines. Certains des costumes du prince sont pensés pour faire ressortir la couleur des yeux de Madden.
La robe de bal fut inspirée par le dessin animé de Disney, notamment pour la couleur. « La robe devait être magnifique lorsqu'elle danse et s'enfuit du bal. Je voulais qu'elle semble flotter, comme une aquarelle. » La robe fut réalisée avec une douzaine de fines couches de tissu, un corset et un jupon. Neuf versions de la robe de Cendrillon furent réalisées, chacune d'entre elles demandant à 18 tailleurs 500 heures de travail.
La robe de mariée fut également un projet délicat. « Créer la robe de mariée était un défi. Plutôt que de tenter de faire mieux encore que la robe de bal, je devais réaliser quelque chose de complètement différent et plus simple », déclare Powell.
En fait, les costumes mélangent plusieurs époques allant du XVIe (on voit des morions, des domestiques du palais ont des livrées style Renaissance, voire Moyen Âge) au XIXe siècle (invités du bal, hussards napoléoniens).

### Tournage
Le tournage a lieu en Angleterre : les palais Old Royal Naval College et Blenheim, ainsi qu'à Iver, Cliveden et les Pinewood Studios dans le Buckinghamshire.

## Sortie et accueil

### Promotion
Le 11 février 2015, pour la sortie du film Cendrillon, Disney et J. C. Penney lancent des campagnes conjointes avec des produits exclusifs dans les sections Disney des boutiques J. C. Penney,.

### Accueil critique
Dans l'ensemble, le film reçoit un accueil positif.
Sur le site d'Allociné le film obtient des critiques positives. La presse lui donne une moyenne de 3/5 basé sur 28 critiques presse. Sur le site de Metacritic le film obtient un Metascore de 67/100 basé sur 47 avis. Le site de Rotten Tomatoes lui donne un taux d'approbation de 95 % basé sur 194 votes.

### Box-office
Le 15 mars 2015, pour ses premiers jours d'exploitation aux États-Unis, Cendrillon est premier au box-office américain ayant atteint 70,1 millions d'USD de recettes en un week-end,,,. Le 30 mars 2015, le film est en tête du box office mondial avec 336,2 millions d'USD de recettes,. Le 11 avril 2015, Cendrillon accumule 400 millions d'USD en trois semaines. Le 6 mai 2015, les recettes du film dépassent les 500 millions d'USD à l'international,.
En France, le box-office enregistre 1 712 701 entrées. Finalement, le film cumule 196 273 979 $ aux États-Unis[réf. nécessaire].

## Distinctions
- Festival du film de Hollywood 2015 : Hollywood Costume Design Award pour Sandy Powell
- Saturn Awards 2016 : Meilleur film fantastique